# William Kidston
William Kidston, né le 17 août 1849 à Falkirk et mort le 25 octobre 1919 à Brisbane, est un homme politique australien. L'un des fondateurs de ce qui devient ensuite le parti travailliste, il est chargé des finances dans le premier mais éphémère gouvernement ouvrier en Australie, avant d'être Premier ministre du Queensland.

## Biographie

### Débuts
Fils d'un artisan mouliste de l'industrie sidérurgique en Écosse, il devient apprenti auprès de son père à l'âge de 13 ans. Il émigre en Australie en 1882 avec son épouse et s'installe comme libraire à Rockhampton dans le Queensland. Sergeant dans la police auxiliaire volontaire, il en est exclu lorsqu'il refuse de prendre part à la répression de la grève des tondeurs de moutons australiens de 1891 (en). Il est l'un des fondateurs cette même année de l'Association politique des travailleurs, un précurseur du Parti travailliste australien, et organise des réunions publiques où il s'exprime en faveur des grévistes emprisonnés.

### Entrée à l'Assemblée législative
Il est élu député travailliste de Rockhampton à l'Assemblée législative du Queensland, et milite contre l'unification de l'Australie en une fédération. Début décembre 1899, il est le secrétaire au Trésor public (ministre des Finances) dans le premier gouvernement travailliste au monde, qui toutefois ne dirige le Queensland que quelques jours avant d'être déchu par l'Assemblée législative,. En 1901, l'Australie est unifiée en fédération, dont le Queensland est l'un des États. De 1903 à 1906, il est à nouveau ministre des Finances du Queensland, cette fois dans un gouvernement de coalition libéral et travailliste, coalition dont il est le principal architecte. Dans le même temps vice-chef du Parti travailliste, il est le premier ministre des Finances à ne pas être un homme d'affaires. Il « améliore l'efficacité du gouvernement » et emploie des chômeurs à débroussailler des terres vierges à des fins agricoles. En avril 1904, à la mort de Billy Browne, il devient chef du Parti travailliste au Queensland, et Premier ministre adjoint auprès du libéral Arthur Morgan,.

### Au pouvoir
Il mène le Parti travailliste à un résultat « triomphal » aux élections législatives de 1904 au Queensland : Les travaillistes deviennent le premier parti à l'Assemblée, frôlant la majorité absolue avec trente-quatre sièges sur soixante-douze, devant les libéraux (21 sièges) et l'opposition conservatrice (17). De fait désormais la figure dominante du gouvernement, William Kidston choisit de reconduire le gouvernement de coalition mené par son ami Arthur Morgan, et y demeure pour sa part ministre des Finances. Il réforme les impôts pour plus de justice sociale, introduit en 1905 le droit de vote des femmes pour les élections au Queensland, abolit le vote plural, et fait expulser du Queensland les ouvriers agricoles mélanésiens afin que les propriétaires de grands domaines agricoles ne les emploient pas à moindre coût que les ouvriers natifs du Queensland. Toutefois, il est en désaccord avec l'adoption en 1905 par le Parti travailliste d'un objectif de propriété collective des moyens de production, et donc de transition vers une économie socialiste.
Il devient Premier ministre du Queensland en janvier 1906 à la démission d'Arthur Morgan, ayant échoué à persuader le député libéral et ministre de l'Agriculture Digby Denham (en) d'accepter la direction du gouvernement. Le Parti travailliste ayant reculé au Queensland lors des élections fédérales australiennes de décembre 1906, William Kidston en conclut que les électeurs ouvriers du Queensland ne sont pas favorables au socialisme, et il quitte le parti en amont des élections législatives du Queensland de mai 1907, fondant son propre mouvement « kidstonite (en) », dirigiste et social-démocrate, avec d'autres travaillistes qui le soutiennent. Il remporte vingt-quatre sièges, contre vingt-neuf pour les conservateurs et dix-huit pour les travaillistes, et forme un gouvernement minoritaire avec le soutien sans participation des travaillistes.
Il démissionne en novembre 1907 lorsque la chambre haute du parlement, le Conseil législatif, rejette son projet de loi de garantie des salaires par une commission publique. Il remporte les élections anticipées qui s'ensuivent, obtenant vingt-cinq sièges à l'Assemblée et devançant les conservateurs, et re-devient Premier ministre. Avec l'appui des travaillistes, il fait adopter une loi qui permet l'adoption par référendum de projets de loi refusés par le Conseil législatif, puis introduit avec succès un système d'épargne retraite et une protection des salaires. Ayant perdu ensuite le soutien des travaillistes, il demeure au pouvoir avec l'appui des conservateurs et libéraux, avec lesquels il unifie ses forces pour fonder en octobre 1908 le Parti libéral (en). Il obtient une majorité absolue des sièges aux élections anticipées de 1909, et son gouvernement introduit la loi fondant l'université du Queensland. Il démissionne en février 1911 après la mort de son épouse, et refuse d'être décoré du titre de chevalier. Il meurt à son domicile à Brisbane en 1919, à l'âge de 70 ans.